# ホルヘ・パエス
ホルヘ・パエス（Jorge Paez、1965年9月27日 - ）は、メキシコの男性プロボクサー。バハ・カリフォルニア州メヒカリ出身。元IBF・WBO世界フェザー級統一王者で、IBFでは8度防衛する安定政権を築いた実績を持っている。2人の息子アズリエル・パエスとWBCシルバーインターナショナルスーパーウェルター級王者ホルヘ・パエス・ジュニアは共にプロボクサー。

## 来歴
1984年11月16日、プロデビュー戦を行い3回TKO勝ちで白星でデビュー戦を白星で飾った。
1988年8月4日、4年かかって念願の世界初挑戦。故郷メヒカリのプラザ・デ・トロス・カラフィナで34戦全勝のIBF世界フェザー級王者カルビン・グローブと対戦し王者グローブがリードを広げる展開になるも、少しずつ追い上げて最終15回にはグローブから3度ダウンを奪いKO寸前まで追い詰めて判定になった。15回2-0の判定勝ちで王座獲得に成功した。
1戦ノンタイトル戦を挟んで1989年3月30日、カルビン・グローブとリマッチを行い11回1分2秒TKO勝ちを収め初防衛に成功した。
1989年5月21日、アメリカデビュー戦をアリゾナ州フェニックスのベネチアン・メモリアル・コロシアムでルイ・エスピノサと対戦し、12回1-1の三者三様の引き分けに終わり2度目の防衛に成功した。
1989年8月6日、テキサス州エルパソのカウンティー・コロシアムでスティーブ・クルスと対戦し、12回3-0の判定勝ちで3度目の防衛に成功した。
1989年9月16日、メキシコシティのプラザ・デ・トロスでホセ・マリオ・ロペスと対戦し2回1分27秒KO勝ちで4度目の防衛に成功した。
2戦ノンタイトル戦を挟んで1989年12月9日、ネバダ州リノのローラー・イベント・センターでルーペ・グティエレスと対戦し6回2分1秒TKO勝ちで5度目の防衛に成功した。
1990年2月4日、ラスベガスのラスベガス・ヒルトンで2度対戦する好敵手になるトロイ・ドーシーと対戦し12回2-1の判定勝ちで6度目の防衛に成功した。1者が113-115とドーシーにスコアを付け、2者が114-113とわずか1点差とパエスに付ける接戦だった。
1990年4月7日、ラスベガスのラスベガス・ヒルトンでWBO世界フェザー級王者ルイ・エスピノサと王座統一戦を行い12回2-1の判定勝ち。2者が115-113とパエスに付けるも、113-115とエスピノーサに付けるわずか2点差の接戦を制しIBF王座は7度目の防衛、WBO王座獲得に成功した。
1990年7月8日、トロイ・ドーシーと対戦し12回1-1の三者三様の引き分けに終わりIBF王座は8度目、WBO王座初防衛に成功した。
1990年9月22日、王座を保持したままカリフォルニア州サクラメントのアルコ・アリーナでIBF世界スーパーフェザー級王者トニー・ロペスと対戦し、12回0-3の判定負けで2階級制覇に失敗した。
1990年にはWBO、1991年4月にはIBF世界フェザー級王座を返上。
1991年10月5日、リノのリノ・スパークス・コンベンションセンターでWBA・IBF・WBC世界ライト級王者パーネル・ウィテカーと対戦し12回0-3の判定負けでまたも2階級制覇に失敗した。
1992年11月6日、カリフォルニア州イングルウッドのグレート・ウェスタン・フォーラムでNABF北米ライト級王者で後のIBF世界ライト級王者ラファエル・ルエラスと対戦し、初回に2度ダウンを奪われストップ寸前まで追い詰められる。10回終了時ドクターストップによる棄権で王座獲得に失敗した。
1993年7月17日、シーザーズ・パレスでIBF世界ライト級王者フレディ・ペンデルトンと対戦し4回にダウンを奪われてペースを失うも12回0-3の判定負けで2階級制覇に失敗した。
1994年7月29日、MGMグランドでジョバンニ・パリージの返上で空位になったWBO世界ライト級王座決定戦を後の世界6階級制覇王者オスカー・デ・ラ・ホーヤと対戦し悶絶KOを奪われ試合終了。2回39秒KO負けでまたも2階級制覇に失敗した。
1995年3月31日、後のスーパーフェザー級2冠王者ヘナロ・エルナンデスと対戦し8回ドクターストップで再起に失敗した。
1995年9月30日、シーザーズ・パレスでNABO北米スーパーフェザー級ホセ・ビダ・ラモスと対戦。前回の対戦は2か月前に5回2分49秒失格負けになる因縁の対戦になったが、12回0-3の判定負けで王座獲得に失敗した。
1996年8月17日、WBCアメリカ大陸スーパーフェザー級王者ナーシソ・バレンズエラと対戦し3回KO勝ちで王座獲得に成功した。
1996年10月19日、ジュリアン・ウィーラーと対戦し12回0-3の判定負けで初防衛に失敗し王座から陥落した。
1997年1月13日、ジュリアン・ウィーラーとリマッチを行い12回3-0の判定勝ちで王座返り咲きに成功した。
1997年4月26日、ゲラルド・グレイと対戦し5回TKO勝ちで王座返り咲き後初防衛に成功した。
1997年8月2日、WBU世界スーパーフェザー級王者アンヘル・メンフレディと対戦し8回1分8秒TKO負けで王座獲得に失敗した。
1998年11月14日、IBAアメリカスーパーフェザー級王者ファン・ポロ・ペレスと対戦し2回2分51秒KO勝ちで王座獲得に成功した。
1999年10月16日、後のWBC世界ライト級王者でIBA世界スーパーフェザー級王者ホセ・ルイス・カスティージョと対戦し5回1分4秒KO負けで王座獲得に失敗した。
2002年2月22日、元IBF世界フェザー級王者で11度防衛した実績を持っているトム・ジョンソンと対戦し2回2分51秒TKO勝ちでジョンソンに引導を渡した。
2003年12月5日、スコット・マククラッケンと対戦し10回2-1の判定勝ちを最後に現役を引退した。

## 獲得タイトル
- IBF世界フェザー級王座（防衛8度=返上）
- WBO世界フェザー級王座（防衛1度=返上）
- WBCアメリカ大陸スーパーフェザー級王座
- IBAアメリカスーパーフェザー級王座